# Kolonia Zamek
Kolonia Zamek (do 31 grudnia 2002 Zamek) – wieś w Polsce położona w województwie lubelskim, w powiecie janowskim, w gminie Modliborzyce.

## Krótki opis
W latach 1975–1998 miejscowość administracyjnie należała do województwa tarnobrzeskiego. 1 stycznia 2003 nastąpiła zmiana nazwy wsi z Zamek na Kolonia Zamek. Według Narodowego Spisu Powszechnego (III 2011 r.) liczyła 434 mieszkańców i była szóstą co do wielkości miejscowością gminy Modliborzyce. Miejscowa ludność wyznania katolickiego przynależy do Parafii św. Stanisława w Modliborzycach.

## Historia
Miejscowość powstała w 1928 r. na skutek parcelacji dóbr folwarku należącego do rodziny Przewłockich. Nabywcami działek byli pracownicy folwarku oraz osadnicy z pobliskich wsi. Folwark modliborski powstała poprzez wydzielenie w XVII wieku. Należał on między innymi do Wioteskich, Słoniewskich, Nahoreckich, Wiercieńskich, Dolińskich i Gorzkowskich. W 1866 r. folwark zakupiła spółka obywatelska (którą tworzyli: A. Przanowski, I. Solman, J. Łempicki, H. Witkowski) od Towarzystwa kredytowego Ziemiańskiego za 54000 rubli. Wtedy nastąpił rozwój gospodarki rybnej i powstał chmielak. Folwark Zamek wchodził w skład dóbr modliborskich. Pod koniec wieku XIX w. właścicielem został Konstanty Przewłocki. W 1905 r. na terenie folwarku miał miejsc strajk służby folwarcznej. Z danych statystycznych z 1921 r. wynika że miejscowość była zamieszkana przez 154 mieszkańców i liczyła 8 gospodarstw. Podczas II wojny światowej w 1944 r. na terenie wsi miały miejsce walki zbrojne, w wyniku których uległo spaleniu około 9 zabudowań. W tym samym roku powstało sołectwo Zamek, poza tym na mocy dekretu PKWN resztki folwarku należące do Pajdowskich zamieniono na Państwowe Gospodarstwo Rybne. Po wojnie rozwijała się głównie gospodarka rybna oraz powstał zakład przetwórstwa mięsa.

## Części wsi
Janówek – część wsi Kolonia Zamek. Miejscowość leży w odległości około 2 km od Modliborzyc przy drodze głównej do Janowa Lubelskiego. Dawniej znajdował się tu folwark powstały w wyniku wydzielenia go z dóbr modliborskich w XIX w. W drugiej połowie XIX wieku większość gruntów była w posiadaniu mieszczan z Modliborzyc.

W 1921 r. zamieszkiwany był przez 19 osób w 5 domostwach. W okresie międzywojennym działały tu dwa tartaki zniszczone w 1942 r. przez partyzantów.